# Труды Одесского статистического комитета
«Труды Одесского статистического комитета» — сборник, выходивший в Одессе в 1865, 1867, 1869 и 1870 годах.

## История
Сборник «Труды Одесского статистического комитета» выходил в Одессе нерегулярно.
Всего было издано 4 выпуска (1865, 1867, 1869 и 1870).
Опубликованные в «Трудах» статистические сведения, статьи экономического характера, а также геологические исследования и топографическое описание Одесской губернии дают представление о значении Одессы как крупного торгового и культурного центра на юге России в начале второй половины XIX века.

## Содержание сборника

### Том 1 (1865)
- Скальковский А. А. Биография Одесской железной дороги.
- Попруженко Г. Ведомство православного исповедания в Одесском градоначальстве за 1863 г.
- Скальковский А. А. Действительное население Одессы в 1863 г.
- Завадовский. Исследование одесской почвы.
- Финкель М. Исследование о смертности в Одессе в десятилетний период с 1851 по 1860 г. включительно.
- Белявский П. Одесский порт.
- Шостак П. О Куяльницком соляном промысле.
- Митьков А. Очерк торгово-юридической статистики Одессы.
- Брун Ф. Судьбы местности, занимаемой Одессою.
- Крылов Н. Топографическое описание г. Одессы.
- Скальковский А. А. Торговля, заводская, фабричная и ремесленная промышленность в Одессе.

### Том 2 (1867)
- Скальковский А. А. Акцизные учреждения в Одессе.
- Финкель М. К вопросу о счислении и движении населения.
- Скальковский А. А. Материалы для истории общественного образования в Одессе.
- Мордвинов. Общее обозрение внешней торговли по Одесскому таможенному округу за 1865 г.
- Шмаков И. Одесские лиманы.
- Скальковский А. А. Пятая или загородная часть г. Одессы.
- Скальковский А. А. Результаты регистрации Одесского населения в 1866 году.
- Статистический съезд в Одессе.
- Вист А. Учебные заведения в Одесском градоначальстве.

### Том 3 (1869)
- Географический и топографический очерк Одесского градоначальства.
- Стоимость городских имуществ.
- Исторический очерк основания и развития г. Одессы.
- О положении рабочего класса в Одессе.
- Климов. Врачебные средства и заведения.
- Одесская торговля в 1868 году.

### Том 4 (1870)
- Второй статистический съезд в Одессе 1868 г.
- Скальковский А. А. Начало развития заводской промышленности в Одессе.
- Скальковский А. А. Одесса 40 лет назад.
- Одесский учебный округ в 1869 г.